# Bonturo Dati
Bonturo Dati (Lucca, XIII secolo – Firenze, 1324) è stato un mercante e politico italiano.

## Biografia
Bonturo Dati, di Lucca, mercante e politico, fu coinvolto nelle vicende politiche della sua città, ma è soprattutto famoso per essere stato bollato da Dante come barattiere, cioè accusato di trarre guadagni illeciti da un incarico pubblico. 
L'accusa infamante, lanciata quando Bonturo era ancora vivo, è contenuta nelle seguenti terzine dell'Inferno (la prima cantica della Divina Commedia), nelle quali si descrive l'immersione di un barattiere di Lucca, (Un de li anzïan di Santa Zita) nello stagno di pece ardente
Inf. XXI, 37-42
"ogn'uom v'è barattier, fuor che Bonturo;" ovvero: ogni uomo (della città di Lucca) è un barattiere, tranne ("fuor") che Bonturo, pronunciato però da un diavolo, a schernire il famoso barattiere Bonturo che risultava, a quel tempo, essere "il più barattiere di tutti" (Sermonti). Dai commentatori e dai documenti di archivio sappiamo anche che Bonturo Dati fu a capo della fazione popolare di Lucca e ricoprì varie cariche pubbliche. La famiglia Dati non apparteneva, per quanto ne sappiamo, al ristretto novero degli Anziani .
Nel 1308 fu cacciata la famiglia Grandi con l'accusa di corruzione.  Bonturo assunse per breve tempo l'incarico di governatore della città e si vantò di aver posto fine agli abusi. 
Nel 1313, negli accordi tra Pisa e Lucca, Bonturo schernì insolentemente i pisani. Tra le due città sorse un'aspra guerra assai dannosa per Lucca. Questo fatto ispirò a Giosuè Carducci la nota lirica "Faida di Comune". 
Nel 1314 un gran numero di cittadini di parte Guelfa, quindi ostili al governo ghibellino della città, e al suo nuovo signore, Uguccione della Faggiola, fu esiliato. Bonturo figura nella lista degli esiliati. Un'altra notizia fissa al 1324 la sua morte.